# Pinnock-Nunatakker
Die Pinnock-Nunatakker sind eine Gruppe von Nunatakkern im westantarktischen Ellsworthland. Die Gruppe erstreckt sich in nord-südlicher Ausrichtung über eine Länge von 9 km und eine Breite von 6 km in den Sweeney Mountains. Zu ihnen gehört Mount Smart.
Das UK Antarctic Place-Names Committee benannte sie 2020 nach dem britischen Ingenieur und Physiker Michael Pinnock (* 1954), der ab 1976 für den British Antarctic Survey tätig und dabei unter anderem zwischen 1987 und 1988 an der Einrichtung einer Funktionseinheit für das Super Dual Auroral Radar Network (SuperDARN) auf der Halley-Station beteiligt war.